# يا ليل الصب متى غده

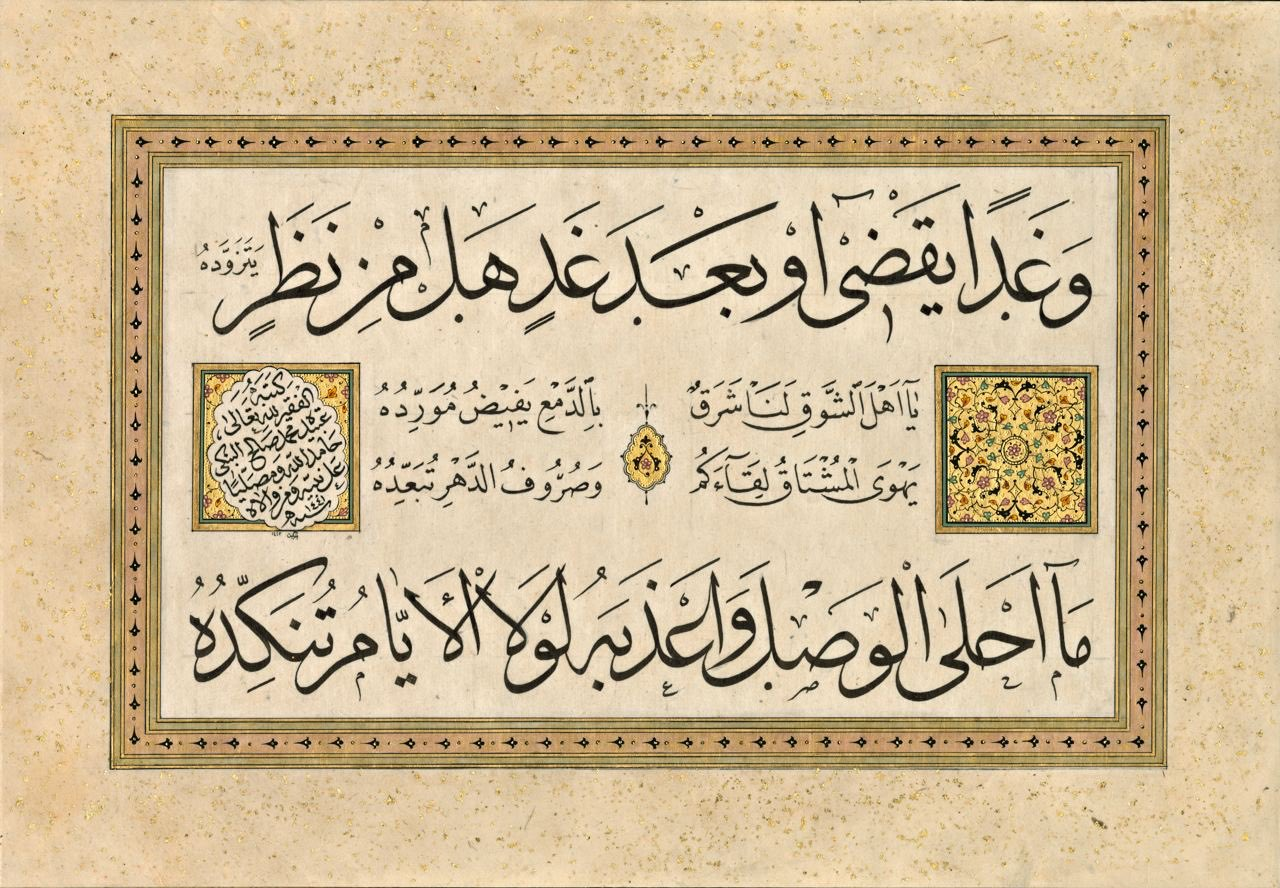
أبيات أخرى من قصيدة يا ليل الصب متى غده لعلي الحصري القيرواني على بحر الخبب بخط عبيدة البنكي

يَا لَيْلُ الصَّبُّ مَتَى غَدُهُ هي قصيدة شِعريّة ومُوَشَّحَة أندلسية من تأليف الشاعر أَبِي الحَسَنِ عَلِيٍّ الحُصْرِيِّ القَيْرَوَانِيِّ، وهي من أشهر قصائده، مدح فيها الأمير أبا عبد الرحمن محمد بن طاهر، حاكم مرسية.

## تلحين القصيدة
لحن توفيق الباشا مقطعًا من القصيدة على مقام الحجاز عام 1965 لفيروز، وأُدرجت الأغنية في ألبوم أندلسيات فيروز بعنوان «يا ليل الصب». غنتها فيروز في معرض دمشق الدولي عام 1966. وكلمات الأغنية هي:

## وصلات خارجية
- أغنية «يا ليل الصب» لفيروز في معرض دمشق الدولي عام 1966.